# Dugald Stewart
Pour les articles homonymes, voir Stewart.
Dugald Stewart est un philosophe écossais, né le 22 novembre 1753 à Édimbourg, où il est mort le 11 juin 1828.

## Biographie
Son père, Matthew Stewart (1715 - 1785), était professeur de mathématiques à l'université d'Édimbourg (1747 - 1772). Il suivit les cours de Thomas Reid à Glasgow. Il fut nommé professeur de philosophie morale, de philosophie politique et d'économie politique à l'université d'Édimbourg en 1785. Dugald Stewart est élu membre de la Royal Society le 23 juin 1814.

## Philosophie
Dugald Stewart appartient à la philosophie écossaise et aux lumières écossaises. Il prolonge Thomas Reid et son école écossaise du sens commun, mais il remplace le sens commun par « les lois fondamentales de la croyance humaine ».
Il a eu une grande importance par ses théories esthétiques (Philosophical Essais, 1810)

## Publications
- The Collected Works of Dugald Stewart, édi. W. Hamilton, Edimbourg, 11 vol., 1854-1827
- Éléments de la philosophie de l'esprit humain (Elements of the Philosophy of the Human Mind) (1792-1827, 3 vol.), trad. P. Prévost, Genève, 1808
- Philosophie des facultés actives et morales de l'homme (The Philosophy of the Active and Moral Powers of Man) (1828), trad. L. Simon, Paris, 1834

#### Études
- Victor Cousin, Philosophie écossaise, Paris, 1857
- Henry Laurie, Scottish Philosophy in its National Development, Glasgow, 1902